# María de Villota
Pour les articles homonymes, voir Villota.
María de Villota Comba, née le 13 janvier 1980 à Madrid et morte le 11 octobre 2013 à Séville, est une pilote automobile espagnole, pilote d'essai chez Marussia F1 Team pour la saison 2012 de Formule 1.
Son père est l'ancien pilote de course espagnol Emilio de Villota.

## Parcours
En août 2011, elle effectue un essai sur une Formule 1, une R29 de 2009 de l'équipe Lotus Renault GP, au circuit Paul-Ricard.
Le 3 juillet 2012, alors qu'elle effectue ses premiers essais en Angleterre pour l'écurie russe Marussia F1 Team, elle est victime d'un accident grave. Alors qu'elle rentrait au ralenti, sa voiture a soudainement accéléré pour aller s'encastrer dans un camion de l'écurie en stationnement. Le lendemain, elle subit une lourde intervention chirurgicale pour traiter des blessures à la tête et au visage et stabiliser son état. Elle perd toutefois son œil droit, conséquence directe de l'accident, ainsi que les sens du goût et de l'odorat. En juin 2015, le rapport du Health & Safety Executive établit que les causes de l'accident sont l'intervention du dispositif de contrôle du ralenti qui empêcha la pilote de décélérer, l'impossibilité d'actionner l'embrayage lorsque le volant était braqué au maximum et le blocage de la roue avant gauche . Ce rapport indique également un défaut d'information de Villota sur la procédure pour arrêter la voiture.
Elle meurt dans son sommeil, le 11 octobre 2013 dans un hôtel de Séville, alors qu'elle devait faire la promotion de son livre La vida es un regalo (littéralement « La vie est un cadeau »). L'autopsie révèle que sa mort est due à des causes naturelles, des suites de blessures neurologiques datant de son accident en Formule 1 en 2012.

## Carrière
- 2001 : Championnat d'Espagne de F3 (20e)
- 2002 : Championnat d'Espagne de F3 (10e)
- 2003 : Championnat d'Espagne de F3 (13e)
- 2004 : Championnat d'Espagne de F3 (12e)
- 2005 : Coupe d'Espagne de F3 (11e) et 24 Heures de Daytona (Victoire dans la catégorie GT sur Ferrari 360 Modena version Challenge)[10],[11],[12]
- 2006/2008 : WTCC (Non classée)
- 2008 : Euroseries 3000 (23e)
- 2009 : Superleague Formula (15e) ; Formula Palmer Audi (22e)
- 2010 : Superleague Formula (17e)
- 2011 : Superleague Formula (15e)